# Verfassung des Freistaats Preußen
Die Verfassung des Freistaats Preußen vom 30. November 1920 auf demokratisch-parlamentarischer Grundlage bildete zur Zeit der Weimarer Republik den verfassungsrechtlichen Rahmen für den Freistaat Preußen. Inhaltlich wurde sie während der Zeit des Nationalsozialismus bis zur Bedeutungslosigkeit ausgehöhlt und verlor durch das Kontrollratsgesetz Nr. 46  mit der offiziellen Auflösung Preußens ihre Gültigkeit.

## Vorgeschichte
Bis zur Novemberrevolution von 1918 galt in Preußen die 1848 oktroyierte und 1850 noch einmal veränderte Verfassung für den Preußischen Staat. Dabei handelte es sich um die Verfassung einer konstitutionellen Monarchie. Herausragendes und insbesondere von den Sozialdemokraten während des Kaiserreichs kritisiertes Kennzeichen war das Dreiklassenwahlrecht.
Nach der Revolution wurden Abgeordneten- und Herrenhaus am 15. November 1918 aufgelöst. Das Dreiklassenwahlrecht wurde durch ein allgemeines Wahlrecht für Männer und Frauen abgelöst. Auf dieser Grundlage wurde am 26. Januar 1919 die preußische Landesversammlung gewählt.
Anfangs war keineswegs klar, ob die Diskussion über eine Verfassung überhaupt nötig sei. Zum einen wurde die Existenz des preußischen Staates insgesamt in Frage gestellt und zum anderen würde es ja eine demokratische Reichsverfassung geben. Zunächst wurde im März 1919 über ein Gesetz zur vorläufigen Ordnung der Staatsgewalt in Preußen als eine Art Übergangsverfassung diskutiert und beschlossen. Dabei wurden bereits Teile der späteren Debatte in Umrissen sichtbar. Die DNVP hatte sich zwar notgedrungen mit der republikanischen Ordnung abgefunden, plädierte aber für einen starken Staatspräsidenten an der Spitze als Gegengewicht zum Parlament. Dem widersprach Ernst Heilmann von der SPD scharf und deutete gleichzeitig ein Eintreten für einen deutschen Einheitsstaat an. Dies wurde auch von der DDP unterstützt, während auch die DVP für einen starken Staatspräsidenten eintrat. Die USPD vermisste einen Hinweis auf den Sturz der Monarchie und die Erwähnung der Arbeiterräte. Die weitere Beratung über die Notverfassung wurde an den zuständigen Ausschuss überwiesen. Noch im Dezember 1919, also lange nach der Verabschiedung der Weimarer Reichsverfassung, plädierte die Landesversammlung mit 210 gegen 32 Stimmen für einen deutschen Einheitsstaat. Widerstand dagegen kam von den Rechtsparteien. Der Vorstoß auf Reichsebene wurde gegenstandslos als Bayern sich gegen einen Einheitsstaat aussprach.
Die Verfassung des Freistaates Preußen wurde deutlich nach der Mehrzahl der weiteren Länderverfassungen und nach der Reichsverfassung verabschiedet. Dabei spielten mehrere Faktoren eine Rolle. Da war zunächst die erwähnte Bereitschaft in einem Einheitsstaat aufzugehen. Aber auch anderes kam hinzu. Wegen der zumindest früher engen Verbindungen zwischen Reich und Preußen aber auch wegen der Größe und Bedeutung des Landes war es nötig zunächst die Festlegung der Grundzüge der Reichsverfassung abzuwarten, um sich daran orientieren zu können. Zum anderen haben die krisenhaften Vorgänge um den Kapp-Putsch und deren Folgen eine Verabschiedung behindert. Von Vorteil war, dass man die praktischen Erfahrungen hinsichtlich des Zusammenwirkens von Regierung und preußischer Landesversammlung in die Verfassungsgebung einfließen lassen konnte. Auch konnte man aus den anderen Länderverfassungen und der Reichsverfassung lernen.

## Verfassungsdiskussion
Eine Grundlage der Verfassungsgebung war der gescheiterte Versuch der Landesversammlung, einen unitarischen Reichsaufbau mit entsprechend geringer Bedeutung der Länder durchzusetzen. Dadurch stieg die Bedeutung einer eigenen Verfassung, aber auch die Notwendigkeit, eine solche zu verabschieden. Das preußische Innenministerium ließ einen ersten Entwurf erarbeiten, der der Landesversammlung am 25. Februar 1920 zugeleitet wurde. Der Kapp-Putsch verhinderte, dass Innenminister Wolfgang Heine den Entwurf vorstellen konnte. Diese Aufgabe übernahm am 26. April 1920 Carl Severing. Dieser machte aus seiner Kritik am ursprünglichen Entwurf keinen Hehl. Die Notwendigkeit, im Entwurf den Verzicht auf einen Staatspräsidenten einzubinden, begründete er damit, dass man Kompetenzkonflikte mit dem Reichspräsidenten vermeiden wolle. Grundsätzlich sollte es ein Einkammerparlament geben. Den Interessen der Provinzen insbesondere in Finanzfragen sollte ein Finanzrat Rechnung tragen. Dass die Debatte nicht einfach werden würde, machte bereits der Sprecher der SPD deutlich, der eine ganze Reihe von Änderungswünschen vorbrachte, darunter Kritik am vorgesehenen Recht der Regierung, den Landtag aufzulösen. Die Rechte brachte noch einmal das Thema Staatspräsident und zweite Kammer vor.
Der Entwurf wurde vom zuständigen Verfassungsausschuss beraten. Der Verfassungsausschuss bestand aus 27 Abgeordneten. Davon gehörten 11 der SPD, 6 dem Zentrum, je 4 der DDP und der DNVP an. Hinzu kam ein Abgeordneter der DVP und ein Unabhängiger. Unter den Mitgliedern waren Hugo Preuß (DDP), Ernst Heilmann (SPD), Felix Porsch (Zentrum), Wolfgang von Kries und Otto Hoetzsch (DNVP) und Eugen Leidig (DVP)
Die Beratungen im Verfassungsausschuss begannen am 16. Juni 1920. Zu diesem Zeitpunkt hatten sich die politischen Rahmenbedingungen infolge des Kapp-Putsches auf Reichsebene bereits deutlich verändert. Die Parteien der Weimarer Koalition hatten bei den Reichstagswahlen vom 6. Juni zu Gunsten der politischen Rechten und der extremeren Linken erheblich an Gewicht verloren. Dies hatte Rückwirkungen auf die Koalition in Preußen. Deren Politiker sahen sich zu einem Kompromiss gedrängt, um zumindest die Regierung in Preußen zu stabilisieren. Insgesamt gab es drei Ausschussberatungen. Daraus ging ein für alle Koalitionspartner tragbarer Kompromiss eines strikt parlamentarisches Systems ohne einen Staatspräsidenten hervor. Dem Parlament stand ein Ministerpräsident gegenüber, der die Richtlinien der Politik bestimmte und eine ähnlich starke Position hatte wie der britische Premierminister. Neben dem Landtag ähnelte der Staatsrat als Vertretung der Provinzen einer zweiten Kammer. Letztlich war die verabschiedete Verfassung ein Faktor für die politische Stabilität in Preußen.
Nach der Arbeit im Ausschuss beschäftigte sich das Plenum in drei Lesungen mit dem teilweise stark veränderten Entwurf. Am 30. November 1919 stimmte die Landesversammlung mit 280 Stimmen zu. Dagegen stimmten die zusammen 60 Abgeordneten der USPD und der DNVP. Die sieben Abgeordneten der Deutsch-Hannoverschen Partei enthielten sich.

## Entwicklung

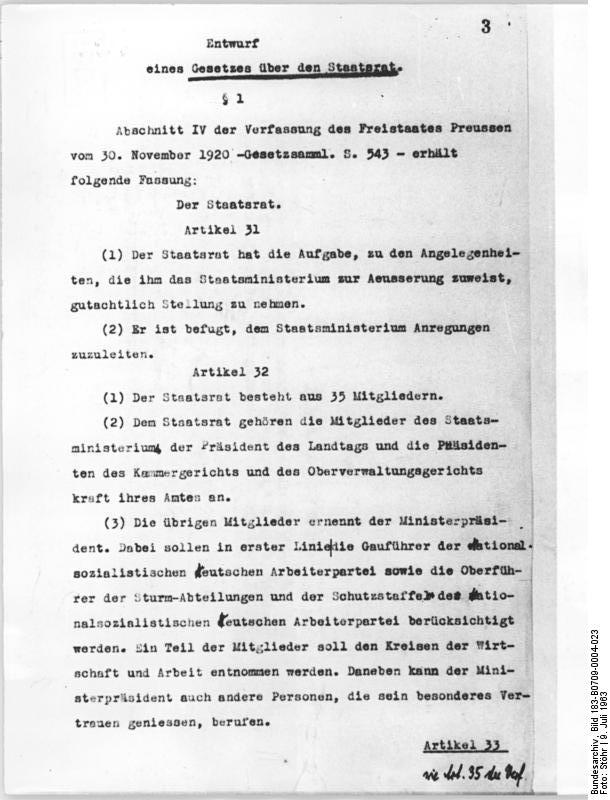
Globkes Vorschlag zur Änderung der Zusammensetzung

Die Verfassung wurde in der Folge mehrfach geändert, erstmals 1921 hinsichtlich der Vertretung von Oberschlesien. Weitere Änderungen folgten 1924 und 1928. Zu Beginn der nationalsozialistischen Herrschaft wurden das erste Gleichschaltungsgesetz vom 31. März 1933 und das zweite Gesetz zur Gleichschaltung der Länder mit dem Reich vom 7. April 1933 erlassen, welche die Wirksamkeit der Verfassung aushöhlten. Faktisch aufgehoben wurde sie durch das Gesetz über den Neuaufbau des Reiches vom 30. Januar 1934. Formal blieb sie weiter in Kraft und wurde erst 1947 im Zuge der Auflösung des preußischen Staates durch das Kontrollratsgesetz Nr. 46 aufgehoben.

## Inhalt
Die schließlich verabschiedete Verfassung enthielt 88 Artikel. Darunter waren Abschnitte zu Staat und Staatsgewalt, die Regelung des Finanzwesens, die Stellung der Religionsgemeinschaften und der Beamten. Im Zentrum standen die Kompetenzen der obersten Verfassungsorgane. Dies waren der Landtag, der Staatsrat, das Staatsministerium als Regierung sowie die Art und Weise der Gesetzgebung.

### Abschnitt I
In Abschnitt I mit der Überschrift Der Staat hieß es im  Artikel 1, dass Preußen eine Republik und Teil des Deutschen Reiches sei.

### Abschnitt II
Der Abschnitt II (Artikel 2–8) war mit Die Staatsgewalt überschrieben. Der Träger der Staatsgewalt war nach Artikel 2 das gesamte Volk. Dieses konnte direkt über Plebiszite (Volksbegehren, Volksentscheid und Volkswahl) oder indirekt durch seine Abgeordneten im Landtag seine Rechte ausüben. Im Gegensatz zum Dreiklassenwahlrecht und die Wahl durch Wahlmänner bis 1918 wurde in Artikel 4 das allgemeine, gleiche, geheime und unmittelbare Wahlrecht für Männer und Frauen über 20 Jahre festgelegt. In Artikel 6 wurden die Rahmenbedingungen für Volksbegehren und Volksentscheide festgelegt. Diese konnten dazu dienen die Verfassung zu ändern, Gesetze zu beschließen, zu ändern oder aufzuheben oder den Landtag aufzuheben. Über Finanzfragen, ausgabenwirksame Gesetze und Besoldungsfragen waren Plebiszite nicht zulässig. Das entsprechende Ausführungsgesetz wurde im Übrigen erst 1926 erlassen. In Artikel 7 wurde das Staatsministerium, das heißt die Regierung, als oberste Exekutive definiert. In Artikel 8 wurde die Judikative unabhängigen nur dem Gesetz unterworfenen Gerichten zugewiesen.

### Abschnitt III
Der Abschnitt III (Artikel 9–30) regelte Wahl, Zusammensetzung und Kompetenzen des Landtages. Dabei wurde in Artikel 9 das Verhältniswahlrecht festgelegt. In Artikel 10 wurde festgelegt, dass die Abgeordneten nicht an Weisungen und Aufträge gebunden sein sollten. Einem imperativen Mandat wurde damit eine Absage erteilt. Die Dauer der Legislaturperiode wurde (Artikel 13) auf vier Jahre festgelegt. Der Landtag hatte (Artikel 14) das Recht der Selbstauflösung. Es konnte aber auch durch einen Ausschuss, bestehend aus dem Ministerpräsidenten sowie den Präsidenten des Staatsrates und des Landtages, sowie durch Volksentscheid aufgelöst werden. In Artikel 29 wurde festgelegt, dass der Landtag die Gesetze auf Basis der Verfassung beschließen sollte, er genehmigte den Haushalt, bestimmte die Grundsätze der Staatsangelegenheiten und überwachte deren Ausführung. Staatsverträge mussten durch den Landtag genehmigt werden. Verfassungsänderungen durfte der Landtag nur mit einer Zweidrittelmehrheit vornehmen (Artikel 30). Auf Verlangen von mindestens einem Fünftel der Abgeordneten oder auf Wunsch des Staatsministeriums hatte er zusammenzutreten (Artikel 17). Im Gegensatz zur Zeit vor 1918 hatte der Landtag damit grundsätzlich das Selbstversammlungsrecht und konnte Schluss und Wiederzusammentritt selbst bestimmen.

### Abschnitt IV
Der Abschnitt IV. (Artikel 31–43) definierte die Rechte des Staatsrates. Dieser war nach (Artikel 31) die Vertretung der Provinzen zur Mitsprache bei Gesetzgebung und Verwaltung. In Artikel 32 wurden als Provinzen definiert: Ostpreußen, Brandenburg, Berlin, Pommern, Grenzmark Posen-Westpreußen, Niederschlesien, Oberschlesien, Sachsen, Schleswig-Holstein, Hannover, Westfalen, Rheinprovinz und Hessen-Nassau. Einen Vertreter entsandten auch die Hohenzollernsche Lande. Die Mitglieder wurden von den Provinziallandtagen bzw. der Berliner Stadtverordnetenversammlung und den Kommunallandtagen in Posen-Westpreußen und den Hohenzollerschen Landen gewählt. In Artikel 40 wurde bestimmt, dass das Staatsministerium den Staatsrat über die Staatsgeschäfte zu informieren habe. Dieser hatte bei Gesetzesvorlagen das Recht auf eine gutachterliche Äußerung. Über das Staatsministerium konnte der Staatsrat Gesetzesvorlagen in den Landtag einbringen. Gegen Landtagsbeschlüsse hatte der Staatsrat (Artikel 41) ein Einspruchsrecht. Der Landtag musste sich daraufhin mit dem Gesetz erneut befassen und es mit Zweidrittelmehrheit gegen den Einspruch des Staatsrates durchbringen.

### Abschnitt V
Der Abschnitt V. (Artikel 44–59) legte die Kompetenzen und Zusammensetzung des Staatsministeriums aus (Artikel 44) dem Ministerpräsidenten und den Staatsministern fest.  Die Wahl des Ministerpräsidenten war Aufgabe des Landtages. Der Ministerpräsident ernannte die Minister-  (Artikel 45). Der Ministerpräsident hatte die politische Richtlinienkompetenz und war dafür gegenüber dem Landtag verantwortlich. Innerhalb ihres Geschäftsbereichs arbeiteten die Minister selbständig und waren dem Landtag verantwortlich  (Artikel 46). Die Ministerverantwortlichkeit und der Ministerpräsident waren gegenüber der Verfassung des Königreichs Preußen neu. Der Ministerpräsident führte den Vorsitz im Staatsministerium und leitete dessen Geschäfte. Zur Aufrechterhaltung der öffentlichen Sicherheit oder bei einem Notstand konnte das Staatsministerium in einer landtagsfreien Zeit in Zusammenarbeit mit dem dann vorhandenen ständigen Landtagsausschuss Verordnungen erlassen, musste nach Zusammentritt des Landtages aber eine nachträgliche Genehmigung einholen, wurde diese versagt trat die Verordnung außer Kraft. Dieses Recht war nicht vergleichbar mit dem Notverordnungsrecht nach Artikel 48 der Reichsverfassung. In Artikel 57 war festgelegt, auf welche Weise dem Staatsministerium als Ganzes oder einzelnen Ministern das Vertrauen entzogen werden konnte. In der namentlichen Abstimmung muss mindestens die Hälfte der Abgeordneten zustimmen.

### Abschnitt VI
In Abschnitt VI. (Artikel 60–62), überschrieben mit Gesetzgebung wurde das formale Inkrafttreten von Gesetzen geregelt.

### Abschnitt VII
Abschnitt VII. (Artikel 63–69) beschäftigte sich mit dem Finanzwesen.

### Abschnitt VIII
Abschnitt VIII. (Artikel 70–75) mit der Überschrift Selbstverwaltung regelte die Rechte von Gemeinden, Kreisen, Provinzen und anderen Gebietskörperschaften. Das Land war (Artikel 71) in Kreise, Städte und Landgemeinden untergliedert. Das Wahlrecht zu den Vertretungen der Gebietskörperschaften und Provinzen folgte im Wesentlichen den Bestimmungen zur Landtagswahl. Erstmals wurden damit auch die Provinziallandtages vom Volk gewählt (Artikel 73).

### Abschnitt IX
Abschnitt IX. über die Religionsgemeinschaften regelte in Artikel 76 die Möglichkeit des Austritts aus öffentlich rechtlich anerkannten Religionsgemeinschaften.

### Abschnitt X
Abschnitt X. (Artikel 77–80) beschäftigte sich mit dem Beamtenwesen.

### Abschnitt XI
Es folgten in Abschnitt XI (Artikel 81–88) Übergangs- und Schlussbestimmungen.